# Molossus rufus
Grand Molosse
Espèce
Statut de conservation UICN

 LC  : Préoccupation mineure
Répartition géographique
Synonymes
- Molossus ater (É. Geoffroy Saint-Hilaire, 1805)[1]

Molossus rufus, qui a pour nom commun Grand Molosse, est une espèce sud-américaine de chauves-souris de la famille des Molossidae.

## Description
Molossus rufus a une longueur de la tête et du corps entre 71 et 98 mm, une longueur de l'avant-bras entre 47 et 54 mm, une longueur de la queue entre 38 et 54 mm, une longueur du pied entre 10 et 15 mm, une longueur des oreilles entre 16 et 19 mm et un poids jusqu'à 37 g.
La fourrure est courte et veloutée, avec des poils plus longs sur la croupe. Les parties dorsales sont noires, brun foncé ou orange, tandis que les parties ventrales sont brun grisâtre foncé, les poils à la racine ne sont pas blanchâtres comme chez Molossus sinaloae. Sous le museau se trouve une barbe triangulaire. Elle peut être atteinte d'albinisme
Le museau est noir, court, tronqué et surélevé. Les oreilles sont noires, courtes, larges et réunies antérieurement à la base, à partir desquelles une crête cutanée s'étend jusqu'aux narines. Le tragus est petit, droit et pointu, caché derrière l'antitragus qui est large et semi-circulaire. Les membranes alaires sont noirâtres. et attaché à l'arrière des chevilles. Les pieds sont courts. La queue est longue, trapue et s'étend environ à mi-chemin au-delà de la membrane interfémorale. Une poche gulaire est bien développée chez les mâles et rudimentaire chez les femelles.
Le tube digestif a un segment œsophagien dans la cavité abdominale, avec un estomac sacculaire en forme de J, en plus d'un intestin grêle divisé en duodénum, jéjunum-iléon et iléon terminal. Dans le gros intestin, une dilatation d'organe fut observée à partir de l'intestin grêle avec une terminaison orale-aborale à sens unique dans l'anus, appelé côlon descendant. Une similarité morphologique des parois de tous les segments avec celles d'autres mammifères fut observée ; cependant, il présente quelques particularités telles que l'absence de glandes œsophagiennes, de Brunner dans l'intestin, le caecum et les appendices. La disposition anatomique et la structure des tissus furent similaires à celles trouvées chez d'autres espèces insectivores.

## Répartition
Molossus rufus est présente dans les États mexicains de Tamaulipas et Sinaloa, le Belize, le Guatemala, le Honduras, le Salvador, les côtes pacifiques du Nicaragua, le Panama et le Costa Rica jusqu'à la Colombie, le Venezuela, l'Équateur, le Guyana, le Suriname, la Guyane, le Pérou, le Brésil, la Bolivie, le Paraguay, l'Uruguay, le nord de l'Argentine et l'île de Trinidad.
Elle vit dans les forêts tropicales aux feuilles persistantes et les fruticées mais aussi dans les villes et villages jusqu'à 1 500 m d'altitude.

## Comportement

### Habitation
Molossus rufus vit en colonies de 30 à 50 individus dans les greniers et sous les toits des bâtiments, dans les creux des arbres et dans les crevasses rocheuses.
Molossus rufus partage parfois les cachettes avec le molosse commun, Eumops bonariensis, Eumops glaucinus, Nyctinomops laticaudatus, Mormopterus minutus et le Glossophage de Pallas.
Elle devient active peu après le coucher du soleil, lorsqu'elle commence à émettre des sons et à s'agiter.
Dans les parties plus froides de l'aire de répartition, l'espèce passe également l'hiver et n'hiberne pas non plus. 

### Alimentation
Elle se nourrit de cafards et de fourmis volantes.

### Reproduction
Dans les parties plus froides de l'aire de répartition, la reproduction a lieu au printemps. Des femelles gestantes furent observées dans la péninsule du Yucatán de mars à juin. Habituellement, un petit naît par portée et parfois deux. D'autres femelles de la colonie aident à élever les jeunes

### Parasites
Molossus rufus a pour parasite Hesperoctenes fumarius (sv), Rhipicephalus microplus (en).

## Systématique
Le nom valide complet (avec auteur) de ce taxon est Molossus rufus E.Geoffroy, 1805.
Molossus rufus a pour synonyme :
- Molossus ater E.Geoffroy, 1805